# Посольство Казахстана в России
Посольство Республики Казахстан в Российской Федерации (каз. Қазақстан Республикасының Ресей Федерациясындағы Елшілігі) — дипломатическая миссия Казахстана в России, расположена в Москве в Басманном районе на Чистопрудном бульваре.
- Адрес посольства: Москва, 101000, Чистопрудный бульвар, 3А, (метро «Тургеневская» или «Чистые пруды»).
- Чрезвычайный и Полномочный Посол Республики Казахстан в Российской Федерации: Даурен Аскербекович Абаев (с 3 июля 2023 года).

## История
Здание посольства Республики Казахстан располагается в жилом доме, построенном в 1887 году по проекту архитектора Павла Гаудринга. С 1917 по 1925 годы здесь проживала русская актриса Гликерия Федотова, служившая в Императорском театре. Впоследствии здание было передано Постоянному представительству Казахской ССР при Совете Министров СССР. В преддверии Олимпиады 1980 года рядом с представительством было построено трёхэтажное здание гостиницы по проекту архитекторов Юрия Соколова и Юрия Милаева.
После распада Советского Союза в 1991 году и установления дипломатических отношений между Российской Федерацией и Республикой Казахстан постпредство было преобразовано в посольство Казахстана.
В 2017 году гостиница была закрыта и реконструирована под новое здание посольства Казахстана.

## Галерея

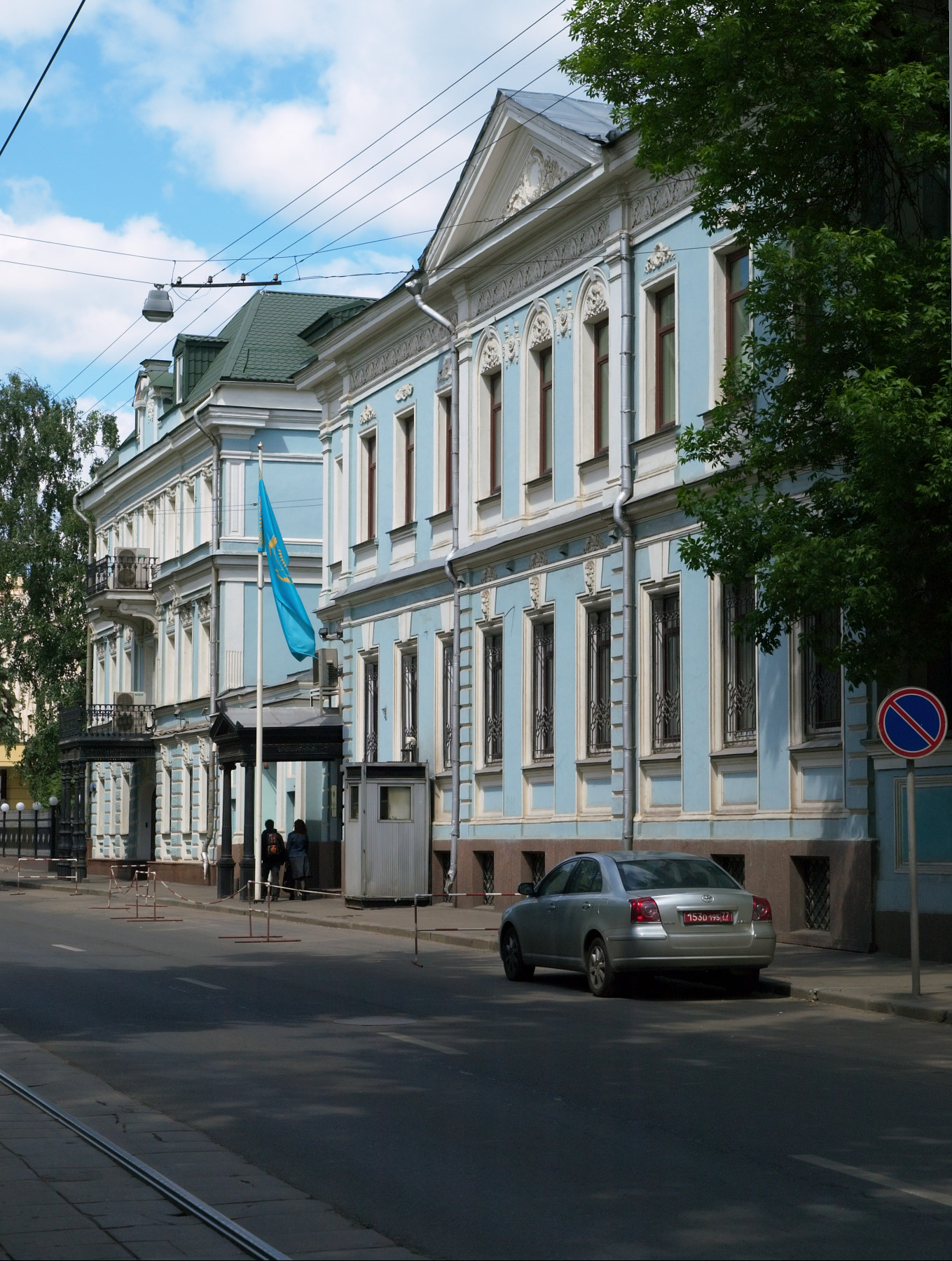
Старое здание посольства Казахстана (ныне торговое представительство и консульский отдел посольства Казахстана), 2008 год